# 우요

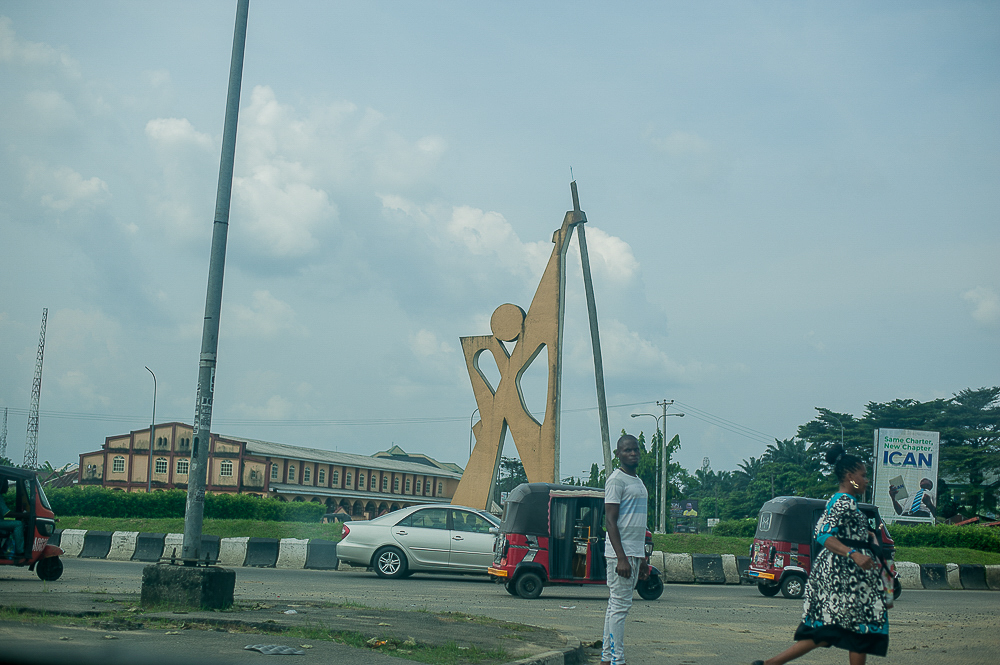

우요(Uyo)는 나이지리아 남부에 위치한 아콰이봄주의 주도로 면적은 115 km2, 인구는 436,606명(2006년 기준)이다. 1991년에 개교한 우요 대학교가 위치한다.